# Troupe du roi de Suède
La troupe du roi de Suède est une troupe de théâtre française active en Suède à Stockholm, à la cour du roi Charles XII entre 1699 et 1706. Il s'agit de la troupe dirigée par l'acteur Claude-Ferdinand Guillemay du Chesnay, dit Claude Rosidor.

## Composition
Acteurs et chanteurs
- Marie-Anne Aubert
- J.B. de Crous
- Gillette Duchemin (décédée en 1765)
- Jean-Pierre Chemin, dit Duchemin (1674–1754)
- Marianne Guillemay du Chesnay, dite Rosidor
- Robert Lemoine de la France
- Henri de La Motte
- Jacques Rénot
- Marie Trouche, épouse du Chesnay, dite Rosidor (décédée en 1705)
- Paul Belleville de Foy (1699-1700)
- Chantreau (1703)
- Charles Gourlin, dit Roselis (1699-1700)
- François de La Traverse, sieur de Sévigny (1700-1706)
- Catherine Lenuque, épouse Toubel (1699-1701)
- Marie Longueil La Roque (1702)
- Charles-Louis Pallai, dit Versigny (1700)
- Jacques Sarabat, dit La Rocque
- François Toubel (1699-1702)

Danseurs
- Antoine Dupré
- Françoise Fabe-Picard
- Claude Guilmois, dit Rosidor
- Jean-François Bénard
- Louis Picard